# Burgruine Yoros

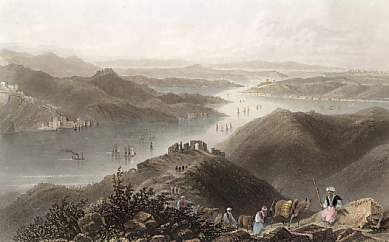
Der Bosporus: Am linken Bildrand am gegenüberliegenden Ufer liegt die Yoros Burg mit ihrer Schwesterburg im Vordergrund. Stahlstich W.H.Bartlett: 1838

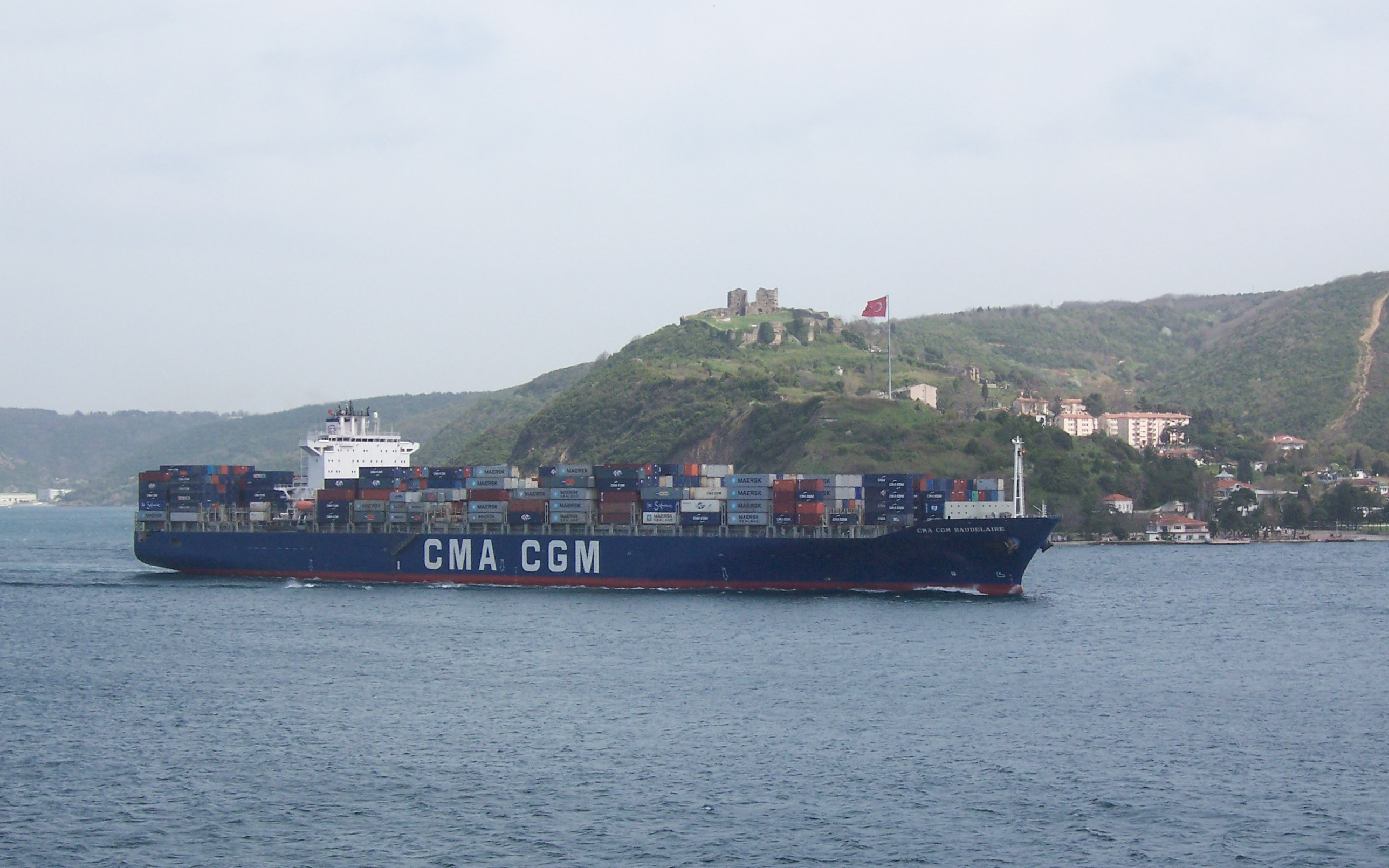
Containerschiff vor der Burgruine

Die Burgruine Yoros (türkisch: Yoros Kalesi) liegt in der Nähe der Ortschaft Anadolu Kavağı in der türkischen Provinz Istanbul.

## Lage
Die Ruine liegt am östlichen Ufer des Bosporus südlich dessen Mündung in das Schwarze Meer auf einem etwa 200 Meter hohen Hügel im Bezirk Beykoz wenige Kilometer nördlich der gleichnamigen Stadt.

## Name
Die Herkunft des Namens Yoros, manchmal auch Yoroz oder Ioros, ist nicht abschließend geklärt, hat aber mit großer Sicherheit griechischen Ursprung. Mögliche Wurzeln sind Hieron (heiliger Ort), Ourios (idealer Wind) oder Oros (Berg).
Manchmal wird die Burgruine Yoros auch Genueser Burg oder Festung genannt. Die Genueser haben Anfang des 14. Jahrhunderts die Burg eingenommen, sie jedoch nicht errichtet.

## Geschichte
Das Gebiet vom heutigen Anadolu Kavağı war in der Antike griechisch besiedelt. Die Griechen errichteten auf dem Hügel Yusa Tepesi (Josua Hügel) einen Tempel u. a. zu Ehren des Gottes Zeus. Später fanden bei Anadolu Kavağı mehrmals Kämpfe gegen aus dem Norden kommende Angreifer, wie z. B. im 3. Jahrhundert die Goten statt. 
Während des Byzantinischen Kaiserreichs wurden unter Michael VIII. (1259–1282) an der Stelle der griechischen Tempelanlagen die Burg Yoros errichtet, um das 1262 von den Kreuzrittern eroberte Konstantinopel besser verteidigen zu können. 
1305 wurde die Burg bei Anadolu Kavağı zum ersten Mal von den Anhängern Osman I. erobert und nach der Eroberung Konstantinopels 1453 endgültig osmanisch. Zwischen 1300 und 1350 kontrollierten kurzfristig die Genueser die Burganlage, die dann bis zum Ende des 14. Jahrhunderts an das Byzantinische Reich fiel. Der vierte osmanische Sultan Bayezid I. eroberte bei den erfolgreichen Feldzügen in Europa und Asien Ende des 14. Jahrhunderts die Burg Yoros vor den Toren des noch orthodoxen Konstantinopels. 
Sultan Murad IV. (1623-1640) ließ auf beiden Seiten des Bosporus an die Burganlagen von Yoros bei Anadolu Kavağı und Rumeli Kavağı 20 Meter hohe Türme und Häuser für Garnison mit jeweils 100 Kanonen ausbauen, als das Osmanische Reich im Krieg mit den Kosaken lag, die vom Schwarzen Meer aus Konstantinopel hätten angreifen können. 
Als das Osmanische Reich 1783 Russland den Krieg erklärte, wurde die Burganlage unter Sultan Abdülhamid I. noch einmal ausgebaut.

## Heutige Nutzung
Nach jahrhundertelanger Nutzung der Burg als Stadt und Beobachtungs- und Verteidigungsposten am Bosporuseingang wurde die Burg im 19. Jahrhundert verlassen. Heute ist der Bosporus touristisch erschlossen und das pittoreske Fischerdorf Anadolu Kavağı mit den nahe gelegenen Burgruinen ist ein beliebtes Ausflugsziel.